# 二上勝友
二上勝友（ふたかみ　かつとも、1974年12月4日 - ）は日本のクレー射撃選手（トラップ種目　※初期はダブルトラップ種目）。日本クレー射撃協会と京都府クレー射撃協会に所属する。
1974年12月に京都市で生まれる。
京都府立洛東高等学校卒業
京都産業大学外国語学部卒業
大学２回生終了後、休学してオーストラリアに1年間滞在、その後に復学。
PADIレスキューダイバー資格所持。APFスカイダイビング資格所持。第一種狩猟免許所持。
1996年、銃刀法に基づく銃砲所持許可を取得　　同年より公式戦に参加
1997年、全日本学生選手権大会　トラップ種目優勝　ダブルトラップ種目優勝　JOCジュニアオリンピックカップ取得
2020年5月23日放送の体育会TV（TBS）にて小島選手（群馬県）とペアを組み、ヒロミ・加藤浩次ペアとクレー射撃対決をし、勝利する。

## 大会出場歴

### 国際大会
- 1999年、ワールドカップ・熊本大会出場（ダブルトラップ種目）
- 同年、ワールドカップ・ロナト（イタリア）大会出場（ダブルトラップ種目）
- 2000年、アジア大陸選手権ランカウイ（マレーシア）大会に出場（ダブルトラップ種目）[1]
- 2003年、ワールドカップ・ロナト（イタリア）大会出場（ダブルトラップ種目）[1]
- 同年、世界選手権ニコシア（キプロス）大会出場（ダブルトラップ種目）[1]
- 2004年、アジア大陸選手権クアラルンプール（マレーシア）大会出場（ダブルトラップ種目）[1]
- 2019年、ワールドカップ・チャンウォン（韓国）大会出場（トラップ種目）[1][2][3]

### 国体
（全てトラップ種目、京都府代表）
- 2000年、富山国体
- 2001年、宮城国体
- 2002年、高知国体
- 2004年、埼玉国体
- 2005年、岡山国体
- 2006年、兵庫国体　団体6位
- 2007年、秋田国体
- 2008年、大分国体
- 2009年、新潟国体
- 2010年、千葉国体
- 2011年、山口国体　団体7位
- 2012年、岐阜国体　個人８位
- 2013年、東京国体
- 2014年、長崎国体
- 2015年、和歌山国体　個人3位　団体6位
- 2016年、岩手国体
- 2017年、愛媛国体
- 2018年、福井国体
- 2019年、茨城国体